# Tagebuch einer Kammerzofe (1964)
Tagebuch einer Kammerzofe ist ein in Frankreich gedrehter Kriminalfilm von Luis Buñuel aus dem Jahr 1964 und basiert auf Octave Mirbeaus gleichnamigem Roman, der bereits 1946 von Jean Renoir verfilmt wurde.
In dieser scharfen Satire auf die verlogene, in ihren reaktionären Traditionen verharrende französische Provinz-Bourgeoisie zwischen den zwei Weltkriegen brandmarkt Buñuel diese Traditionen als Anzeichen des aufkeimenden Faschismus.
Als das Dienstmädchen Célestine (Jeanne Moreau) aus Paris in die Normandie zu ihren neuen Herrschaften kommt, treten die versteckten gesellschaftlichen Konflikte zu Tage. In Tagebuch einer Kammerzofe verzichtet Luis Buñuel weitgehend auf surrealistische Mittel, die bei seinen vorangegangenen Filmen meist eine große Rolle gespielt haben. Die Figuren und die Handlung scheinen auf den ersten Blick geradlinig und durchsichtig, doch im Laufe des Films treten immer mehr Fragezeichen auf.

## Handlung
Der Film spielt im Jahr 1928. Ein Zug fährt durch eine gesichtslose Landschaft. Im Provinzbahnhof angekommen steigt Célestine, ganz Dame aus der Hauptstadt Paris, aus und wird von dem mürrischen Kutscher Joseph zu dem Haus gebracht, in dem sie eine Stelle als Kammerzofe antreten soll. Schon der Wechsel in der Geschwindigkeit der Fortbewegungsmittel – von der Eisenbahn zur Pferdekutsche – signalisiert, wie groß die Kluft zwischen der bisherigen Umgebung Célestines und dem, was sie erwartet, ist. Kaum in dem Herrschaftssitz angekommen, wird sie von Madame Monteil, der Hausherrin, ein- und zurechtgewiesen. Ihre Kleidung und ihr Auftreten seien in dieser Umgebung, die von Traditionen geleitet sei, nicht schicklich. Célestine gibt sich unterwürfig, wie es von ihr erwartet wird, schert sich aber ansonsten wenig um die ihr aufgelegten Beschränkungen.
Der Vater Madame Monteils, Monsieur Rabour, stand bei der Ankunft Célestines bereits hinter einem Baum, um sie mit seinen Blicken zu verfolgen. Er unterhält sich danach mit seinem Schwiegersohn über die Jagd und feuert auf Anweisung von Monsieur Monteil seinen ersten Schuss aus der Schrotflinte ab: auf einen Schmetterling, der sich zusammen mit einer Biene auf einer Blume niedergelassen hat. Monsieur Monteil trifft auf Célestine im Badezimmer und der Frauenheld, als der er dargestellt wird, gerät ins Stottern. Der alte Rabour bittet Célestine in sein Zimmer, damit sie ihm aus einem Buch vorliest. In Wirklichkeit geht es ihm jedoch darum, das Zimmermädchen in den Stiefeletten auf- und abgehen zu sehen, die er, als Erinnerung an seine Geliebten, in einem Schrank aufbewahrt. Er möchte sie an ihren Beinen berühren. Célestine lässt es geschehen. Kurz darauf tritt Capitaine Mauger, der Nachbar der Monteils, in Szene. Ein Offizier der Reserve, der die Familie jenseits des Zaunes verachtet und verspottet, indem er slapstickartig seine Abfälle über die Einfriedung wirft.
Alle Männer stellen früher oder später Célestine nach, die jedoch mit ihrer Nüchternheit zunächst alle auflaufen lässt. Der Alte ist mit seinem Schuhfetischismus noch der harmloseste, er stirbt bald nackt zwischen seinen Fetischen. Der Hausherr ist ihr nicht gewachsen und läuft mit seinen Annäherungsversuchen ins Leere. Später wird er die unterwürfige, unattraktive Hausdienerin Marianne zwingen, ihm zu Diensten zu sein. Joseph, der Kutscher, ein aktiver Antisemit und gemeinsam mit dem Kirchendiener faschistisch organisiert, tritt ihr zunächst feindlich gegenüber. Eine Haltung, die als Abwehrreaktion gesehen werden kann, weil er ihr später als erster einen Heiratsantrag machen wird. Der ebenfalls antisemitische Militarist und Nachbar wird ihr kurz darauf ebenfalls einen Antrag stellen, den sie „prüft“.
Zur Prüfung gehören die Vorkommnisse auf dem Gut. Das kleine Bauernmädchen Claire, das Célestine ins Herz geschlossen hat, wird vergewaltigt und ermordet im Wald gefunden. Zuvor hüpfte es, einem Rotkäppchen gleich, zwischen den Bäumen, um Beeren zu pflücken. Joseph trifft es zufällig, verabschiedet sich von ihm und läuft kurz darauf zurück in den Wald. Célestine erfährt von den Verbrechen an dem Mädchen erst, als sie wieder auf dem Bahnhof steht, um abzureisen, nachdem der alte Rabour gestorben ist. Die Dame des Hauses gab ihr den Rest, als sie sich als bigotte, dem Pfarrer hörige, schachernde und in ihren Zwängen gefangene Madame offenbarte, die darüber hinaus noch seltsame chemische Experimente vornahm. Von Joseph ist sie angewidert, nachdem er eine Gans vor dem Schlachten gequält hat, damit sie einen besseren Geschmack habe. Sie kehrt jedoch zum Dienst in das Herrschaftshaus zurück, um den Mörder der kleinen Claire zu überführen. Zu diesem Zweck geht sie auf den Heiratsantrag von Joseph ein, um Hinweise für seine Tat zu finden oder ein Geständnis zu hören. Nichts gelingt. Josephs Aktivitäten als Faschist spitzen sich zu und zur gleichen Zeit schiebt Célestine ihm ein Beweisstück unter, das ihn als Mörder an Claire überführen soll. Es kommt zu einem Prozess, doch Joseph kommt bald wieder frei und eröffnet eine Hafenkneipe in Cherbourg. Célestine heiratet den Hauptmann und befindet sich als Schatten in einer sich auflösenden Welt.

## Hintergrund
Tagebuch einer Kammerzofe wurde in Schwarzweiß gedreht und basiert auf Octave Mirbeaus gleichnamigen Roman aus dem Jahre 1900. Jean Renoir verfilmte den Roman bereits 1946. Allerdings mit einigen Abweichungen: Ein Happy End milderte die Gesellschaftskritik der Vorlage ab. Buñuel veränderte die Geschichte ebenfalls, um sie seinem Stil anzupassen: Er übertrug die Handlung aus dem 19. Jahrhundert in das Jahr 1928. Zu dieser Zeit lebte er in Frankreich und beteiligte sich an den gesellschaftlichen und politischen Auseinandersetzungen. Tagebuch einer Kammerzofe gehört in die letzte Schaffensperiode Buñuels, der in der spanischen Diktatur unter Franco nicht weiter produzieren konnte.

„So frei und neugierig wie dieses Dienstmädchen eine Entdeckungsreise in die Perversion eines anderen Menschen unternimmt, blickt Buñuel auf die Perversionen aller seiner Figuren.“

Der Film erzeugt Spannung durch eine Anzahl von parodistischen, grotesken, ironischen und manchmal allzu realistischen Anspielungen. Seine Kritik an der bürgerlichen und reaktionären Gesellschaft äußert sich vor allem in seiner Schlusssequenz, in der Joseph, der reaktionäre Nationalist, der Mörder und Vergewaltiger, eine fremdenfeindliche Demonstration anfeuert.
Joseph ruft am Ende des Films bei der Demonstration Vive Chiappe. Chiappe ist der Präfekt, der unter dem Druck rechter Kreise in Frankreich ein Aufführungsverbot des Films Das goldene Zeitalter durchgesetzt hat.

## Kritiken
„Das ‚Tagebuch‘ […] beweist mit fast dokumentarischer Strenge, warum nichts gelingen kann, wenn man die Rechnung ohne die Gesellschaft macht.“

„So könnte man den Film im übrigen auch als schwarze Komödie sehen, als Abgesang auf eine kriegswillige und mordlüsterne Gesellschaft, die in den Abgrund des Todes stürzt, um sich aus den Trümmern Jahre später wieder zu regenerieren.“

„Ohne straffe Handlung bietet der Film in der Hauptsache Schilderung dekadenten Milieus und schließt sich den bisherigen Angriffen des spanischen Regisseurs Bunuel auf bestimmte Gesellschaftsschichten an. Die Redlichkeit seines Unterfangens bleibt trotz formaler Vorzüge Zweifeln ausgesetzt. Für Erwachsene.“

## Synchronisation
Die deutsche Synchronfassung entstand bei der Ultra Film Synchron in Berlin. Das Dialogbuch schrieb Wolfgang Schnitzler, die Dialogregie übernahm Hermann Gressieker
| Rolle        | Darsteller        | Synchronsprecher    |
| ------------ | ----------------- | ------------------- |
| Célestine    | Jeanne Moreau     | Hannelore Schroth   |
| M. Monteil   | Michel Piccoli    | Horst Niendorf      |
| Hpt. Mauger  | Daniel Ivernel    | Martin Hirthe       |
| Mme. Monteil | Françoise Lugagne | Agi Prandhoff       |
| M. Rabour    | Jean Ozenne       | Robert Klupp        |
| Joseph       | Georges Géret     | Hans Dieter Zeidler |